# 通和洋行
英资通和洋行（Atkinson＆Dallas Architects and Civil Engineers Ltd）曾经是20世纪初上海重要的建筑设计事务所和有实力的地产公司之一。1898年，由英国侨民Brenan Atkinson（1866年-1907年）和Arther Dallas合伙组建。
业务活动一直持续到第二次世界大战。

## 主要作品

### 上海
- 上海公共租界会审公廨（浙江北路），1899年
- 圣约翰大学科学馆（万航渡路），1899年，今华东政法学院
- 电报大楼 (外滩)（中山东一路7号），1906年，今泰国盘谷银行上海分行
- 旗昌洋行大楼 (外滩)（中山东一路9号），1916年，今招商局上海分公司
- 大清银行（汉口路50号），1908年
- 永年人寿保险公司（广东路93号），1908年
- 上海總商会礼堂议事厅（北苏州路470号），1913年
- 东方汇理银行大楼 (外滩)（中山东一路29号），1914年，今中国光大银行上海分行
- 新世界游乐场（南京西路1号），1916年
- 华商纱布交易所（延安东路260号），1921年，今上海自然博物馆
- 五洲大药房（河南中路），1937年

这些建筑大部分已被列为上海近代优秀保护建筑。

### 汉口
- 中国银行（中山大道、江汉路口），1916年
- 汉口电话局（中山大道、合作路口），1915年以后